# Sălaj
Sălaj (maďarsky Szilágy) je župa v Rumunsku. Leží v rumunském Sedmihradsku a jejím hlavním městem je Zalău.

## Charakter župy
Župa patří spíše k těm menším a méně zalidněným v Rumunsku, hraničí s župou Cluj na východě, Bihor na západě a s župami Maramureș a Satu Mare na severu. Její území je hornaté, jeho severovýchodní část vyplňuje údolí řeky Someș, na jihu začíná pak pohoří Apuseni. Dalšími menšími řekami pak jsou Crasna, Barcău, Almaș a Agrij. Hospodářství je orientováno na zpracovávání dřeva, zemědělství a drobné strojírenství.

## Významná města
- Zalău (hlavní město)
- Cehu Silvaniei
- Jibou
- Şimleu Silvaniei